# Medea Japaridze
Medea Japaridze (Tiflis, Georgia; 20 de febrero de 1923-31 de marzo de 1994) fue una actriz georgiana.

## Biografía
Medea Japaridze nació el 20 de febrero de 1923 en Tiflis, Georgia. Su esposo fue el escritor y director de cine Rezo Tabukashvili. Su hijo, Lasha Tabukashvili, también es escritor.

## Trayectoria
Japaridze fue una actriz de teatro y cine. Desde 1942 fue una de las actrices principales en el Teatro Konstantine Marjanishvili en la ciudad de Tiflis.   Fue una actriz que trabajó tanto en películas como en las tablas. Apareció en varias películas georgianas.   
Participó en algunas películas como Jurgais pari (1944), la cual en 1950 ganó el Premio Stalin de la Unión Soviética; en 1948 actuó en la película comedia romántica Keto y Kote; Akakis akvani (1947); y Sayat Nova (El Color de las Granadas) dirigida por Sergio Parajanov (1969).
En 1988 fue declarada ciudadana honoraria de su ciudad.
Japaridze falleció el 31 de marzo de 1994 en la ciudad de Tiflis.

## Premios y distinciones
- Premio Stalin
- Ciudadana honorable de Tbilisi
- Orden de la Bandera Roja del Trabajo
- Orden de la Insignia de Honor
- Premio Estatal de la URSS
- Artista del Pueblo de la RSS de Georgia